# Трета конна бригада
Трета конна бригада е българска кавалерийска бригада формирана през 1907 година, взела участие в Балканската (1912 – 1913), Междусъюзническата (1913), Първата (1915 – 1918) и Втората световна война (1941 – 1945).

## Формиране
Трета конна бригада е формирана през 1907 година в Шумен, като в състава ѝ влизат 8-и и 10-и конен полк.

## Балкански войни (1912 – 1913)
Преди избухването на Балканската война (1912 – 1913) бригадата квартирува в Шумен, 8-и конен полк в Добрич, 9-и конен полк в Русе и 10-и конен полк в Шумен. Бригадата влиза в състава на 3-та армия.

### Състав
Бойният и числен състав на бригадата по време на войната е следният:
| Щаб и полкове    | Боен състав | Боен състав | Боен състав | Хора    | Хора      | Хора                 | Коне (мулета) | Коне (мулета) | Коне (мулета) | Волове |
| Щаб и полкове    | дружини     | батареи     | ескадрони   | офицери | чиновници | подофицери и редници | яздитни       | впрегатни     | товарни       | Волове |
| ---------------- | ----------- | ----------- | ----------- | ------- | --------- | -------------------- | ------------- | ------------- | ------------- | ------ |
| Щаб на бригадата | –           | –           | –           | 2       | –         | 5                    | 5             | 2             | –             | –      |
| 8-и конен полк   | –           | –           | 3           | 19      | 1         | 442                  | 418           | 50            | 2             | –      |
| 9-и конен полк   | –           | –           | 3           | 22      | 1         | 481                  | 451           | 58            | 2             | –      |
| 10-и конен полк  | –           | –           | 3           | 21      | 1         | 556                  | 464           | 66            | 2             | –      |
| Всичко конница   | –           | –           | 9           | 64      | 3         | 1484                 | 1338          | 176           | 6             | –      |

## Първа световна война (1915 – 1918)
По време на Първата световна война (1915 – 1918) бригадата влиза в състава на 2-ра конна дивизия. Сформирана е през май 1916 г. и в състава ѝ влизат 9-и и 10-и конни полкове. През 1917 г. в състава на бригадата влиза новосформирания 11-и конен полк. Участва в бойните действия на Южния фронт под командването на полковник Владимир Даскалов.

## Втора световна война (1941 – 1945)
През Втора световна война (1941 – 1945) в състава на бригадата влизат 3-ти и 6-ри конен полк. Част е от 2-ра конна дивизия. Участва в първия период на войната срещу Третия райх, като след края на Нишката операция е подчинена на 1-ва армия. На 16 октомври 1944 г. настъпва към Бояново, продължава на юг към река Морава и атакува германските части около Кралева кукя. На 7 ноември 1944 г. в бригадата е получена заповед за преследване на германските войски по направление Гниляне – Прищина – Митровица. На 19 ноември 8-и конен полк влиза в Прищина, а разездите на полка в Митровица. В този период бригадата дава 132 убити.

### Командване и състав
- Командир на бригадата – полковник Борис Морунов
- Командир на 8-и конен полк – подполковник Пенчо Добрев, подполковник Христо Зяпков
- Командир на 10-и конен полк – подполковник Благой Петров, подполковник Владимир Дограмаджиев

## Командири
- Полковник Александър Танев (1907 – 1909)
- Полковник Владимир Даскалов (27 септември 1916 – 1 януари 1920)
- Полковник Светослав Акрабов (1929 – 1931)
- Полковник Стефан Банчев (1944 – 14 септември 1944)
- Полковник Борис Морунов (от 14 септември 1944)